# Heracleum dissectum
Heracleum dissectum är en flockblommig växtart som beskrevs av Carl Friedrich von Ledebour. Heracleum dissectum ingår i släktet lokor, och familjen flockblommiga växter. Utöver nominatformen finns också underarten H. d. voroschilovii.